# Людвиг Юсті
Людвіг Юсти (нім. Ludwig Justi 14 березня 1876, Марбург — 19 жовтня 1957, Потсдам) — німецький мистецтвознавець і музейний працівник. У 1909-1933 роках служив директором Національної галереї Берліна. Відомий як творець першого музею сучасного мистецтва в берлінському Палаці кронпринців.

## Біографія
Юсті походив із відомої наукової гесенської сім'ї. Його дядько Карл Юсти - відомий мистецтвознавець. Батько Людвіга Фердинанд - сходознавець і професор Марбурзького університету. У 1894 році Людвіг закінчив гімназію у Марбурзі і вступив на навчання в Берлінський університет імені Гумбольдта. Працював науковим асистентом при Державних музеях Берліна. У 1901 році захистив докторську дисертацію по творчості Альбрехта Дюрера і в 1902 році отримав в Берлінському університеті посаду приват-доцента. З 1903 року викладав в Університеті Галле. У 1904 році був призначений директором Штедель у Франкфурті-на-Майні. У цей період він придбав першу в колекції музею роботу Клода Моне, а також картину Рембрандта «Осліплення Самсона». У 1905 році в Штеделевскій інституті його змінив Георг Сваценськи, а Юсті отримав посаду першого постійного секретаря Пруської академії мистецтв в Берліні. 2 листопада 1909 Людвіг Юсті змінив Гуго фон Чуді на посаді директора Національної галереї Берліна.
Повернувшись з фронту Першої світової війни, Юсті заснував так званий Новий відділ Національної галереї Берліна у Палаці кронпринців, який поповнив колекцію галереї творами сучасного мистецтва і вважався першим і найбільш значним музейним зібранням такого типу. Основним художнім напрямком колекції Нового відділу став експресіонізм. Довгі роки Юсті довелося з цього приводу вести наукову полеміку з Карлом Шефлером, яка в публіцистиці та історії культури Веймарської республіки отримала назву «Музейна війна». У 1930-1933 роках Юсті видавав журнал «Музей сучасності» ( нім. Museum der Gegenwart що претендував на увагу всіх читачів, які цікавляться сучасними музейними концепціями, придбаннями, музейної архітектурою і сучасним мистецтвом в цілому.
З приходом до влади націонал-соціалістів Людвіг Юсті був знятий з посади в 1933 році. Він відмовився вийти достроково на пенсію, працював музейним куратором в художній бібліотеці і займався публіцистикою. Після Другої світової війни Людвіг Юсті залишався вірним традиціям музею в палаці кронпринца і активно брав участь в створенні колекції творів XX століття. 69-річний Юсті був призначений генеральним директором Державних музеїв. Намагаючись заповнити прогалини в колекції експресіонізму, він намагався придбати кілька знаменитих робіт, але не зумів протистояти силам, які прагнули задокументувати сучасне повоєнне мистецтво. Його зусилля по відновленню надбання всього його життя пропали марно після розділу Берліна в 1948 році і створення двох німецьких держав в 1949 році. Друга галерея мистецтва XX століття була заснована в Західному Берліні в 1949 році на основі міського музею. У 1968 році вона увійшла до складу Нової національної галереї. Після розділу Державних музеїв Берліна Юсті до своєї смерті в 1957 році залишався на посаді директора музеїв Східного Берліна, «Державних музеїв Берліна, столиці НДР», на Музейному острові .
24 лютого 1949 Людвіг Юсти був обраний членом-кореспондентом Берлінської академії наук і в тому ж році став її постійним членом.

## Твори

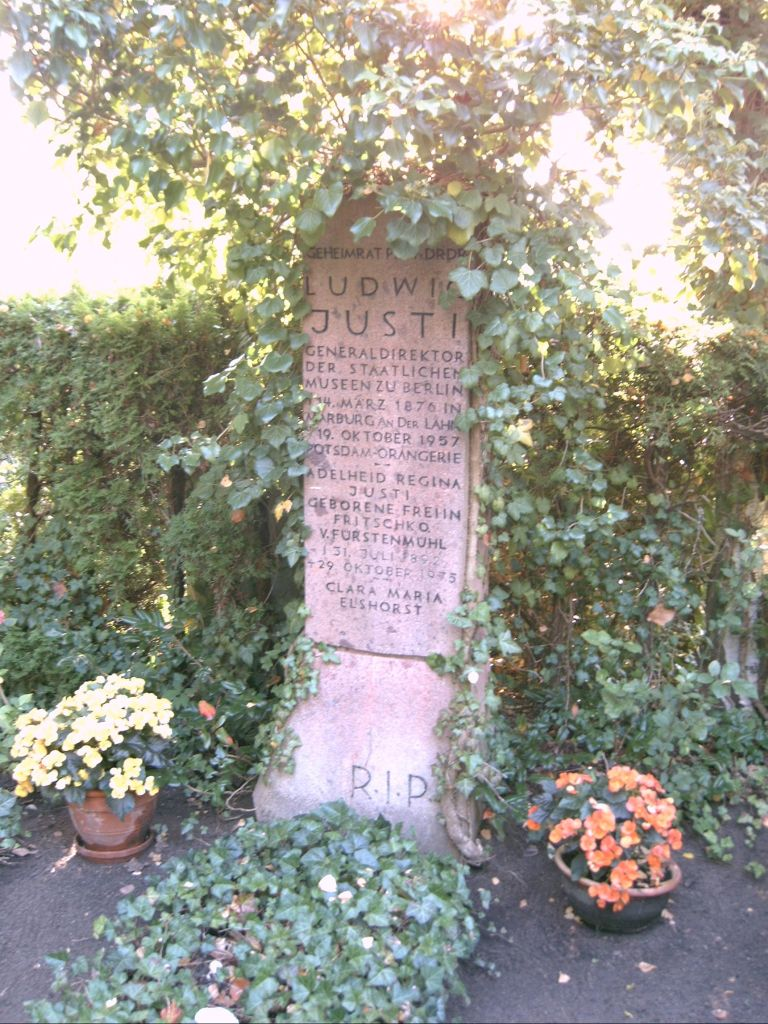
Могила Людвіга Юсті на кладовищі в Потсдамі

- Die Neuordnung der Gemälde-Galerie im Städelschen Kunstinstitut zu Frankfurt / Main. In: Museumskunde. 1, 1905.
- Die Zukunft der National Galerie. Berlin 1910.
- Der Ausbau der National-Galerie. Berlin 1913.
- Der Umbau in der National-Galerie. Berlin 1914.
- Offener Brief an Karl Scheffler. In: ZfbK. (Beilage) 54, 30, 1918/1919.
- Habemus Papam! Bemerkungen zu Schefflers Bannbulle «Berliner Museumskrieg». Berlin +1921.
- Neue Kunst - ein Führer zu den Gemälden der sogenannten Expressionisten in der National -Galerie, Berlin тисяча дев'ятсот двадцять одна.
- Hans Thoma. Hundert Gemälde aus deutschem Privatbesitz. Berlin тисяча дев'ятсот двадцять два.
- Verzeichnis der Schack-Galerie (Vorwort). München 1923.
- Von Corinth bis Klee. Deutsche Malkunst im 19. und 20. Jh. Ein Gang durch die National-Galerie. Berlin 1931.
- Von Runge bis Thoma. Deutsche Malkunst im 19. und 20. Jh. Ein Gang durch die National-Galerie. Berlin 1932.
- Kat. Aus. Wiedersehen mit Museumsgut. Berlin тисяча дев'ятсот сорок шість.
- Aufbau der Berliner Museen. In: ZfK. I / 1 947.
- Nachruf auf Heinrich Wölfflin. In: JbAdW. Тисяча дев'ятсот п'ятьдесят-одна.
- Meisterwerke der Dresdner Galerie, ausgestellt in der National-Galerie. Anregungen zum genauen Betrachten. Berlin 1 955.
- Thomas W. Gaehtgens, Kurt Winkler (Hrsg. ): Werden - Wirken - Wissen. Lebenserinnerungen aus fünf Jahrzehnten. Berlin 2000. ISBN 3-87584-865-9 .